# Cometes
Cometes es un género de plantas con flores de la familia de las cariofiláceas. Comprende 4 especies descritas y de estas, solo 2 aceptadas.

## Descripción
Son hierbas anuales. Tallos ramificados dicotómicamente desde la base. Hojas opuestas o verticiladas con estípulas escariosas. Las inflorescencias cimosa-paniculadas; en cimas de cabezas similares, compuestas de 3 flores sésiles soportadas sobre un pedúnculo común; centro de flores hermafroditas, las laterales rudimentarios, acompañados de ramitas estériles plumosamente entreabiertas, alargándose al vencimiento, adjuntadas a la fruta durante la dispersión. Pétalos 5. Estambres 5, unidos en la base. Ovario 1 unicelular.  Semillas erectas con la capa membranosa; endospermo escaso; embrión recto.

## Taxonomía
El género fue descrito por Carlos Linneo y publicado en Systema Naturae, ed. 12 2: 109 127. 1767. La especie tipo es: Cometes surattensis L.

## Especies aceptadas
A continuación se brinda un listado de las especies del género Cometes aceptadas hasta octubre de 2013, ordenadas alfabéticamente. Para cada una se indica el nombre binomial seguido del autor, abreviado según las convenciones y usos.
- Cometes abyssinica R.Br.
- Cometes surattensis L.